# マンコ川
マンコ川（マンコがわ、西: Río Manco）は、コロンビアの河川である。サンタンデール県北東部の山岳地帯に水源を持ち、同県ウンパラ付近でウンパラ川に注ぐ。ウンパラ川はその後ソガモソ川となり、最終的にマグダレナ川と合流してカリブ海に至る。また、マンコ川はチカモチャ渓谷の北部に位置するが、チカモチャ国立公園には含まれていない。
マンコ川はインフラ整備が遅れている周辺地域の重要な生活用水であるが、一方で近年は不法投棄や生活排水による水質悪化が問題となっている。2016年にはACPM（ディーゼル燃料）7000ガロンが流出する事故が起こり、付近河川の水質に深刻な影響を及ぼした。